# 贝德尔·沙马里
贝德尔·沙马里（1991年2月4日 - ）是一名科威特举重运动员，身高1.80米。2010年，在广州亚运会中以266千克获得男子105公斤级举重第十名。